# 하메드 라크
하메드 라크(페르시아어: حامد لک, Hamed Lak, 1990년 11월 24일 ~ )는 이란의 축구 선수로, 현재 이란 메스 라프산잔 FC에서 뛰고 있다.